# Sant'Angelo del Pesco
Sant'Angelo del Pesco è un comune italiano di 304 abitanti della provincia di Isernia in Molise. Fino al 1790 il suo territorio era ancora parte integrante dell'Abruzzo Citeriore, secondo quanto risulta dalle Carte della Calcografia Camerale e di Giovanni Antonio Rizzi Zannoni.

## Storia
Il paese è stato fondato intorno all'anno 1000 come pagus costituito da poche case costruite intorno ad un convento. Forse il paese è stato dominato dai Longobardi.
All'inizio il paese si chiamò Sant'Angelo del Grifone, mentre nel 1320 cambiò il nome in Sanctus Angelus de Pesculo e nel censimento del 1452 il centro abitato contò 32 fuochi. Le famiglie feudali che tennero Sant'Angelo nel Medioevo furono:
- Borrello (XIII secolo)
- Courtenay (in Abruzzo chiamati volgarmente Cortinaccio) (1268-1284);
- Sabrano (1309-1343);
- Cantelmo (XV secolo);
- Caldora (?-1465);
- D'Afflitto (1465-1605);
- Caracciolo-Pignatelli (1605-1747);
- Del Monaco (1747-1806).

Dal 1829 al 1893 il centro abitato è stato partecipe in molte cause giudiziarie.
Essendo situato lungo la Linea Gustav durante la seconda guerra mondiale il centro abitato è stato raso al suolo dai bombardamenti, ad eccezione di pochissimi edifici, e successivamente ricostruito.

### Simboli
Lo stemma e il gonfalone del comune di Sant'Angelo del Pesco sono stati concessi con decreto del presidente della Repubblica del 22 luglio 1991.
Vi è raffigurato l'arcangelo Michele, patrono del paese, che calpesta il drago tenendo una bilancia nella mano destra ed una lancia nella sinistra.

## Monumenti e luoghi d'interesse
Chiesa parrocchiale di San Michele Arcangelo

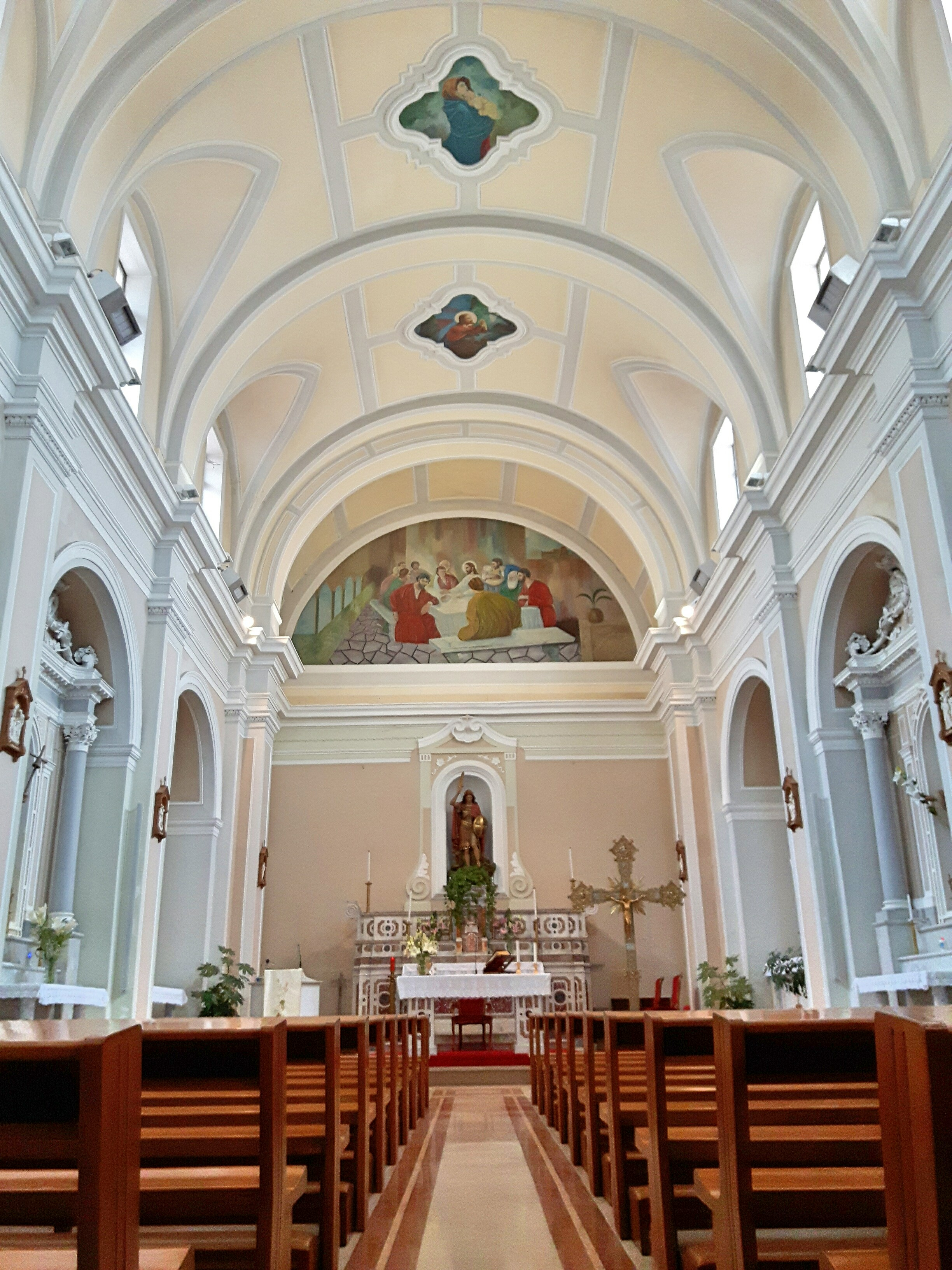
Interno della Chiesa parrocchiale di San Michele Arcangelo

Del 1886, è ad un'unica navata con otto cappelle laterali. Rosoni in gesso contornano degli affreschi religiosi. Nella lunetta dell'abside è raffigurata l'Ultima cena. Il campanile, illuminato di notte, rende maestoso il profilo della costruzione. L'organo antico della chiesa è stato sostituito circa nella metà del secolo scorso a causa del deterioramento.

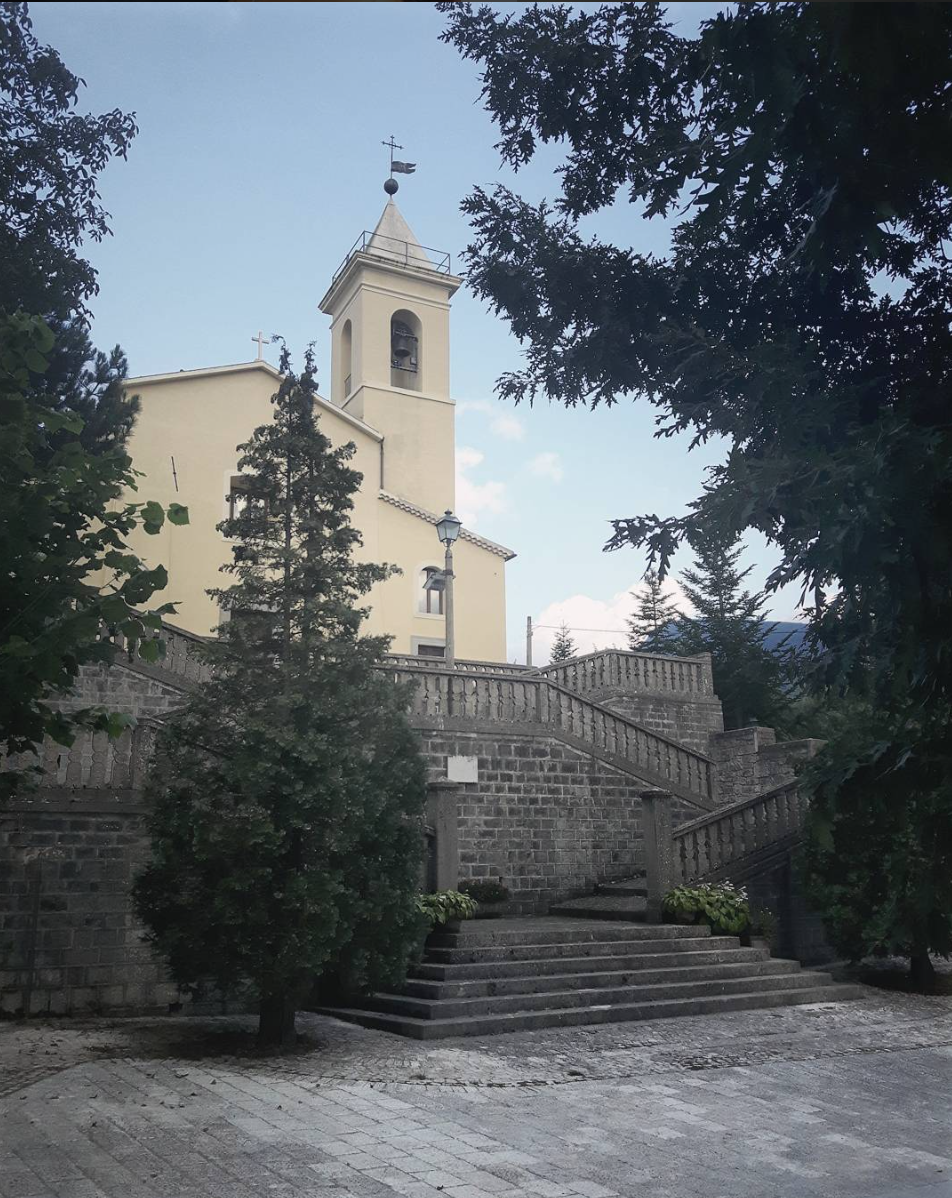
Chiesa della Madonna del Carmelo
Sita presso il cimitero e risale al XVIII secolo. L'interno è a 3 navate con cappelle laterali alcune tele, tra cui un quadro rappresentate la Vergine nella gloria del cielo con il Bambino in braccio, ed una rappresentazione del cristo morto. Una imponente e monumentale scala a forbice immette nel piazzale davanti alla chiesa. Dal 1849 è sede di una congregazione.
Eremo di San Luca
Situato nel bosco di Sant'Angelo, rappresenta uno dei più maestosi eremi ricavati da grotta. È affiancato da una chiesetta dedicata al Santo. Sul balcone naturale di San Luca vi si può ammirare un panorama su un'abetina e sulla Vallata del Sangro.
Colle del Calvario
Sito verso Via Pisanelli. Consta di una piana con 3 croci in ferro battuto.
Monumento ai caduti della prima guerra mondiale
Eretto nel 1926. Oltre alla classica lista dei caduti del paese consta di un piedistallo in pietra proveniente dalla Maiella e di una statua raffigurante l'Angelo della Vittoria che bacia un caduto in guerra.
Croce monumentale

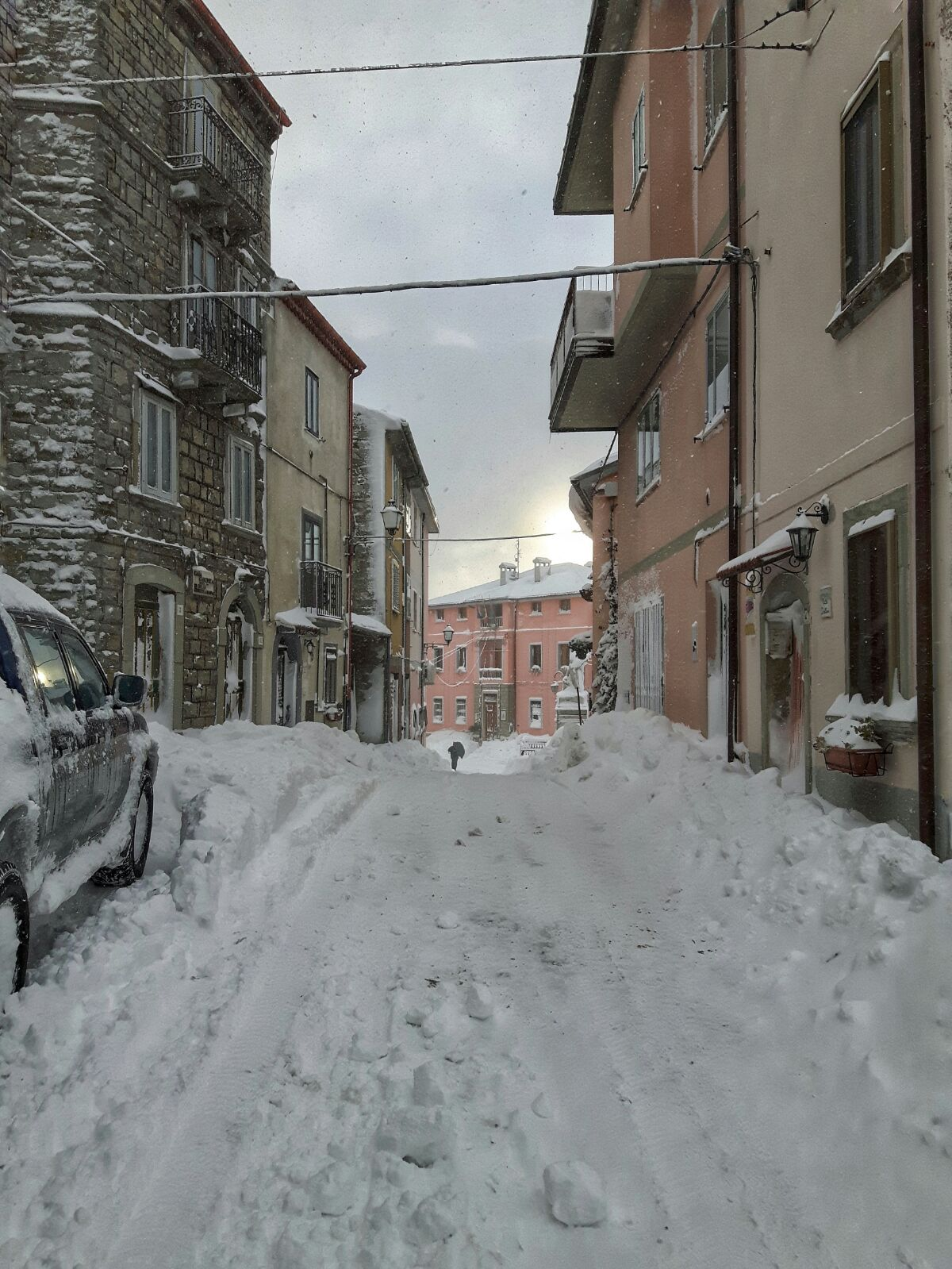
Scorcio di Via Madonna

Realizzata con pietra sita presso una masseria. Inoltre presso una sala multiuso di un centro comunale è sita una lapide contro il Fascismo, vi sono alcuni portali architettonicamente artistici siti nel centro storico realizzati da artisti incisori mentre presso il Colle della Lama vi è un muro realizzato con pietra locale.

### Il Centro storico e i dintorni
Il nucleo originario è posto sulla cima di una collina detta Colle della Lama con strade a spirale che salgono su in maniera circolare che si allarga verso l'originaria struttura religiosa di cui rimane un abbozzo di nome di una via (Via Chiesa Vecchia).
Il percorso delle mura ripercorre e sostituito da Via Vittorio Emanuele III a nord, Piazza Nuonno ad est e Via Marconi a nord ed ovest. Si può ipotizzare dov'erano site le porte: una a sud, una a nord-est ed una ad ovest.
Piazza Nuonno e Piazza dei Caduti sono site nel baricentro della cittadina.
L'espansione urbanistica si è avuta in modo costante e lineare. La 1ª fase corrisponde alla zona di Via Madonna e Via Pisanelli. La fase seguente è segnata dal Corso Umberto I e Via Roma.

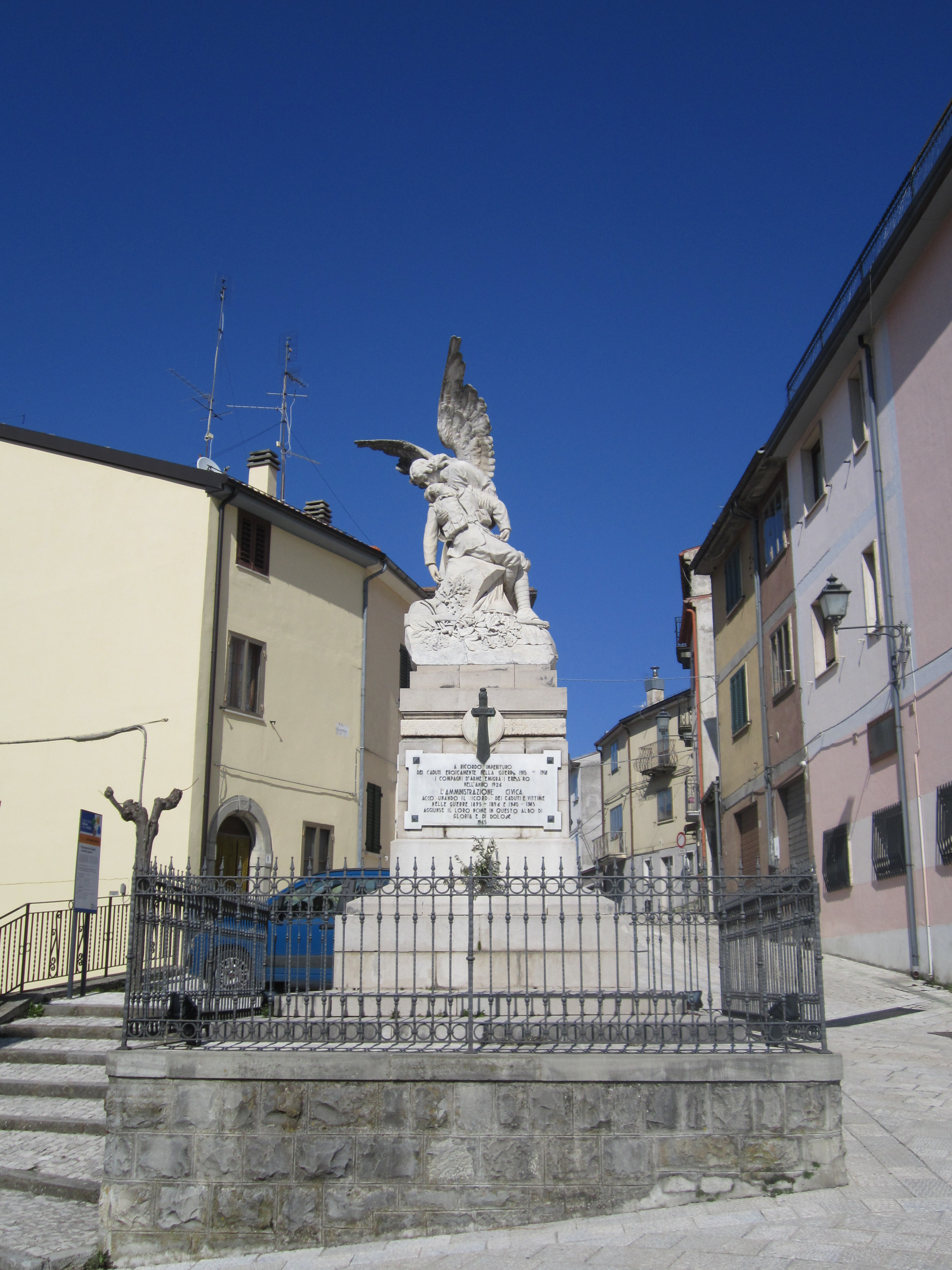
Monumento ai Caduti di Sant'Angelo del Pesco

Il villaggio UNRRA ed Europa sono strutturati in case disposte in terrazzamenti a più piani di differente livello.

## Geografia fisica

### Geologia
I terreni dei dintorni del paese sono di struttura argilloso-arenacea del miocene e in calcare bianco del cretaceo.

## Società

### Evoluzione demografica

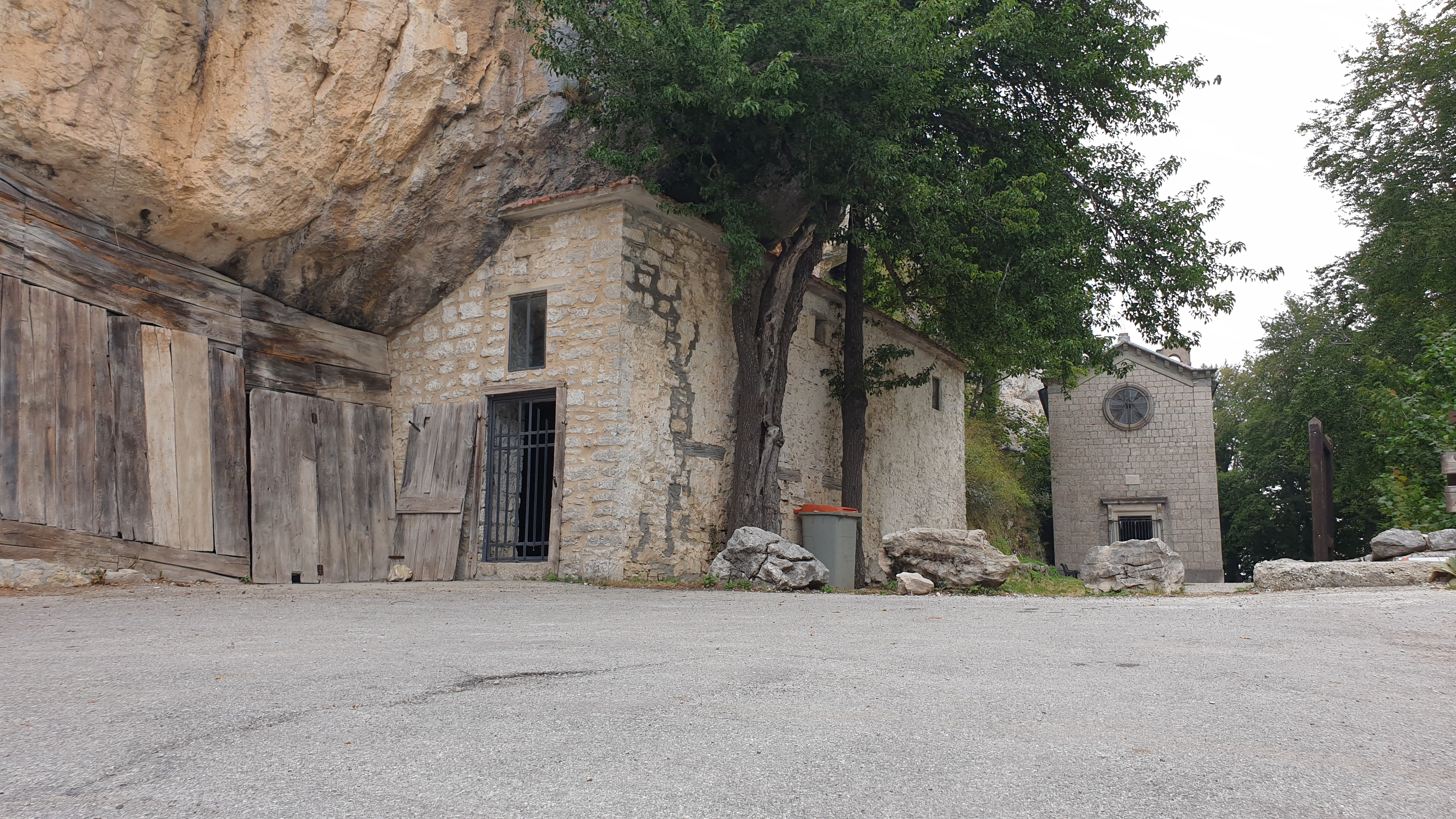
Eremo di San Luca

Abitanti censiti

## Amministrazione
| Periodo        | Primo Cittadino       |
| -------------- | --------------------- |
| 1999-2009      | Florindo Di Lucente   |
| 2009-2014      | Guglielmo Delle Donne |
| 2015-in carica | Nunziatina Nucci      |